# Drepanojana
Drepanojana is een geslacht van vlinders van de familie Eupterotidae.

## Soorten
- D. citheronia Bryk, 1944
- D. fasciata Aurivillius, 1893